# Urbanus Magnus
 (mai 2025).
L'Urbanus Magnus (« Le grand civilisé »), aussi appelé Liber Urbani (« Le livre du civilisé »), est un ouvrage de bonnes manières anglais, écrit en latin médiéval à la fin du xiie siècle. Dans son pays d'origine, il aussi connu sous le titre de The Book of the Civilised Man (« Le livre de l'homme civilisé »), choisit pour la traduction réalisée par Robert Bartlett.
L'ouvrage est un long poème composé de près de 2 850 hexamètres, probablement écrit dans la dernière décennie du règne de Henri II Plantagenêt. Bien que s’adressant principalement aux clercs, il connaît un important succès dans la société de son époque. L'ouvrage est connu par trois manuscrits complets, avec des variantes entr'eux, et neuf autres où sont des extraits. L'auteur est vraisemblablement un dénommé Daniel de Beccles, à l'identité incertaine, d'où le titre alternatif Urbanus Magnus Danielis Becclesiensis, mais le texte a été retouché durant le xiiie siècle.

## Résumé
Dans le prologue (v. 1-20 ) du livre, Daniel de Beccles dit l'avoir écrit dans un premier temps pour un public d'écoliers, indiquant que les vers sont plus faciles à mémoriser que des ouvrages denses. L'auteur recommande au lecteur de relire et de mémoriser les règles de bonnes manières de l'Urbanus Magnus. L'auteur introduit un dialogue entre un père enseignant et son fils écoutant, motif récurrent à l'époque.
La première partie du livre (v. 21-875) traite de morale pratique sur la religion et de la bienséance, l'influence des Distiques du pseudo-Caton est présente. La seconde partie (v. 876-1353) donne des conseils pour les personnes fréquentant la Cour d'Angleterre et la manière de servir chez les grands seigneurs, détaillant des normes particulières comme le rire, l'habillement ou la gestuelle. La troisième partie (v. 1354-2523) s'adresse tour-à-tour aux hommes constituant la société, du prince à l'oiseleur, en passant le médecin ou le clerc. L'auteur ajoute des sujets variés, comme la façon de jouer aux dés, et est extrêmement misogyne. La dernière partie (v. 1524-2833) donne des conseils d'hygiène physique et surtout alimentaire, reprenant le Regimen sanitatis Salernitanum.

## Auteur
Le plus ancien manuscrit de l'Urbanus Magnus se trouve à la bibliothèque Bodléienne d'Oxford, sous la cote Rawlinson C. 552 ; il est daté de la fin du XIIe siècle ou des premières années du xiiie siècle. Dans le dernier vers, l'auteur se présente sous le nom de Daniel ; le manuscrit de Dublin rajoute la mention « de Beccles », bourg dans le comté du Suffolk. 

### Anciennes hypothèses
Comme Daniel de Beccles écrit vers 1180, dernière décennie du règne de Henri II Plantagenêt, John Bale croit que Daniel est un membre important de sa Cour, mais ce point de vue est aujourd'hui rejeté. Bale affirmait avoir lu une chronique (aujourd'hui introuvable) la mention d'un Daniel Churche (Daniel Churche, seu Ecclesiensis), chevalier de haut rang à la cour de Henri II. Auteur réputé en prose et en vers selon la chronique, Bale dit qu'il écrivit Urbanum, de morum comitate, Carmina rhythmica, autour de 1180. J. Gilbart Smyly, dans la traduction de 1939, pense que Bale à mal interprété Ecclesiensis, qui se rapporte plutôt à la ville d'Eccles, dans le comté de Lancastre, qui est un homme différent de Daniel de Beccles. Thomas Zotz souligne l'importance des clercs et des chevaliers dans le poème, mais John Gillingham rejette aussi l'hypothèse que Daniel était chevalier, car la guerre et la mention des chevaliers eux-mêmes sont présents dans moins de 1 % du poème.  
Plusieurs écoles et monastères jouent un rôle dans l'élaboration des bonnes mœurs, pense-t-on en vue de la « curialisation des guerriers ». Le style de l'auteur étant celui d'un lettré, Frédérique Lachaud suggère que Daniel était maître d'école. Cette hypothèse peut être renforcé par l'attestation d'une école à Beccles en 1235. L'abbé de Bury St Edmunds avait du pouvoir sur Beccles, où une école de grammaire existait à la fin du XIIe siècle. Cependant, il n'y a aucune preuve directe de Daniel à Beccles ou Bury St Edmunds comme enseignant ou membre du clergé, comme on l'a aussi suggéré. 

### Nouvelles hypothèses
Deux hommes nommés Daniel de Beccles sont connus par plusieurs documents.  
Le premier est actif dans la fin du XIIe et le début du XIIIe siècle : selon le cartulaire du prieuré de Blythburgh, Daniel, clerc de Beccles, remercie un marchand dénommé Alan, pour la location d'une tombe au prieuré. L'affaire est faite avec le consentement de Geoffrey, fils et héritier de Daniel. Dans une source de 1189-1199, Daniel réapparaît en raison d'une dispute pour des terres à Beccles. Dans les rouleaux de banc de justice du roi (documents juridiques) de 1205, Daniel est lié à l'abbé de Bury St Edmunds et de l'église de la paroisse d'Endgate : il renonce à son droit de patronage sur l'église, qui permet à un clerc d'être présenté puis institué recteur d'une église lorsqu'une vacance du siège survient. Daniel et Geoffrey de Beccles sont inscrits comme témoins de la charte du prieuré d'Eye, dans les années 1230. Le style littéraire et l'importance des clercs dans l'Urbanus Magnus suggèrent que Daniel, personnalité importante de Beccles, pourrait être l'auteur du livre. Probablement lui-même issu d'une famille de clerc, il connaît très bien le latin, langue courante dans le clergé et l'administration, un peu moins dans la noblesse. 
Le second Daniel de Beccles est actif dans la seconde moitié du XIIIe siècle. Il est mentionné trois fois dans les dernières volontés de Gauthier de Suffield, évêque de Norwich (1244-1257), comme recevant plusieurs dons testamentaires. Il apparaît aussi comme témoin dans la charte du prieuré d'Eye et les hôpitaux de Bury St Edmunds. En 1256, Daniel de Beccles reçoit la seigneurie de Thorpe Parva, dans le Norfolk, d'un certain Allen Pictaviensis (connu plus tard comme Allen de Goldingham). Un Daniel de Beccles est actif dans les années 1290, mais il est impossible de savoir s'il s'agit de la même personne. Cela cadre avec les sujets abordés dans l'Urbanus Magnus : Daniel de Beccles est au milieu de l'échelle sociale, entre Allen Pictaviensis (dont il est le vassal) et les notables et les serviteurs de Thorpe Parva. Cependant, sa paternité est impossible à définir avec certitude. 

## Composition
Le texte de l'Urbanus Magnus a été retouché a posteriori : les passages reprit du Regimen, composé à Salerne à la même époque, sont tardifs et datent vraisemblablement du XIIIe siècle, les plus anciens manuscrits d'extraits ne citent pas les vers. Si le premier Daniel de Beccles est l'auteur de l'Urbanus Magnus, il est impossible qu'il ait rédigé la dernière partie et serait l'auteur des portions les plus anciennes. Il est possible que le second Daniel de Beccles soit alors l'auteur de la dernière partie ou un compilateur de différents textes, qui constituent l'Urbanus Magnus dans sa forme actuelle. Cependant, l'unité textuelle suggère que les premières et deuxième parties du texte sont d'un même auteur. Le texte est allongé (notamment par des gloses et des compilations d'autres textes sur la même thématique) et réarrangé durant le XIIIe siècle, faisant apparaître le nom Danielis Becclesiensis à la fin plutôt qu'au début.

## Public
La littérature de courtoisie ou de civilité existe dès l'Antiquité, mais elle se renouvelle à partir du XIIe siècle. Des auteurs, tels que l'Espagnol Pierre Alphonse ou le Saxon Hugues de Saint-Victor, écrivent en latin ou en langue vulgaire des traités décrivant les principales normes de civilités.Les conseils de Daniel de Beccles furent très suivit à la Cour, des passages amplement recopiés, diffusés, reprit dans des poèmes et adaptés en langue vernaculaire. F. Lachaud qualifie l'Urbanus Magnus d'« exemplaire du "processus de civilisation" » de la société, les bonnes manières adoptées par les princes sont vulgarisés auprès du grand public. Daniel de Beccles dit s'adresser aux clercs, mais aussi aux personnes nobles ou jouissant d'une certaine aisance.  Il semble que l'auteur s'adressait à un public assez large, mais le contenu et le ton parfois satirique semblent s'adresser principalement à un public scolaire, afin d'entretenir les bonnes relations entre voisins et renforcer la communauté locale. 